# Tipula (Lunatipula) adapazariensis
Tipula (Lunatipula) adapazariensis is een tweevleugelige uit de familie langpootmuggen (Tipulidae). De soort komt voor in het Palearctisch gebied.